# Osborne (Australie)
Pour les articles homonymes, voir Osborne.
Osborne est une localité d’Australie-Méridionale, en Australie, proche d'Adelaïde. 
Elle se distingue notamment par le chantier naval ASC Pty Ltd. C'est ici que devaient être construits les sous-marins de la classe Attack, version à propulsion non nucléaire du programme français Barracuda, avant la rupture du « contrat du siècle »,,. C'est aussi le site de production de la classe Hobart de destroyers lance-missiles et de la classe Hunter de frégates anti-sous-marines,.